# High
『high』（ハイ）は、日本のロックバンド、SONS OF ALL PUSSYSの3作目のミニアルバム。2003年11月26日発売。発売元はDanger Crue Records。

## 解説
前作『gimme A guitar』以来約7ヶ月ぶりとなる作品。
SONS OF ALL PUSSYSのミニアルバムシリーズ最終章となった作品で、バンドの記念日である11月26日（＝いい風呂の日）に発表されている。今回の制作では、オケまでは同じ気分のうちに制作するという目的のために、"1曲を1日で録る"という手法でレコーディングが行われている。なお、翌2004年に発表したシングル「Paradise」の制作でもこのやり方が踏襲されている。ちなみに本作の3曲目に収録された楽曲「2seconds to the top」では、初めてEinがメインボーカルを担当している。
アルバムタイトルに据えられた所謂リード曲で、1曲目に収録された楽曲「high!」はミュージック・ビデオが制作されている。なお、この映像は2004年7月7日発売のミュージック・クリップ集『ICHIBAN-BLOW』に収録されている。
本作は、初回限定盤（CD）、通常盤（CD）、さらにアナログ盤を含め3形態で発売されている。初回限定盤は、完全限定紙ジャケ仕様となっており、10,000枚限定で販売されている。通常盤は、音源に加えてビデオクリップやマルチメディア作品を楽しむことができるエンハンスドCD仕様となっており、ボーナス映像「Bubble shot 3」（2003年8月18日に赤坂BLITZで開催したライヴ「SUMMER JUMBO BUBBLE FESTiVAL」のハイライトシーン）が収録されている。そして、アナログ盤はナンバリング仕様となっている。また、本作のジャケットデザインにはEinの写真が使われている。この作品のリリースにより各メンバーがジャケットを飾るという目標が達成された。
なお、本作は『GRACE』以来2作ぶりにオリコン週間インディーズシングルチャートで首位を獲得している。

## 収録曲
| #  | タイトル                           | 作詞             | 作曲   | 時間 |
| -- | ---------------------------------- | ---------------- | ------ | ---- |
| 1. | 「high!」                          | Ken              | Ken    | 3:13 |
| 2. | 「I wanna fly with your airplane」 | Sakura           | Sakura | 5:03 |
| 3. | 「2seconds to the top」            | Ein              | Ein    | 4:31 |
| 4. | 「red sky」                        | Ken              | Ken    | 7:51 |
| 5. | 「S.O.A.P. 100%」                  | Ken, Ein, Sakura | Ken    | 2:16 |